# Братья Вентура
«Братья Вентура» (англ. The Venture Bros.) — американский мультипликационный сериал для взрослой аудитории, являющийся частью Adult Swim на Cartoon Network. Как и многие мультсериалы Adult Swim, обыгрывает тему пародии на известнейшие и знаковые для американцев фантастические сериалы и фильмы 40-х — 70-х годов. Мир, в котором происходит действие, совмещает современность и то, каким видели мир будущего в середине XX века. Несмотря на название — «Братья Вентура», сюжет разворачивается вокруг отца братьев Вентура — Расти, и многочисленных персонажей, которых с каждым сезоном становится больше. На протяжении первых сезонов братья Хэнк и Дин вовлечены в сюжет чаще всего как наблюдатели и несмотря на то, что являются подростками, ведут себя, как наивные и внушаемые дети. Несмотря на то, что братья — разные по темпераменту личности, их объединяет авантюрный дух искателей приключений. Юмор в сериале основан как раз на комментариях и действиях Хэнка и Дина, их восторженно-наивном взгляде на мир. Братья являются пародией на серию книг жанра детский детектив — «Братья Харди». Каждый персонаж от серии к серии под влиянием сюжета постепенно испытывает заметные изменения в характере и внешнем виде или даже может погибнуть. Многие персонажи, как положительные, так и отрицательные, заимствованы из Вселенных Marvel и DC, но снабжены всеми пороками.

## Создание
Создатель шоу Кристофер Маккаллох придумал сюжетную канву будущих «Братьев Вентура» ранее 2000 года. Но изначально он задумывал его как серию комиксов для журнала «Monkeysuit». Маккаллох осознал, что его заметки были слишком обширными для короткого комикса, и после работы над телевизионной программой «Овцы в большом городе» и субботним утренним мультсериалом «Тик-герой» Маккаллох решил превратить свою идею в мультсериал. И предложил идею Central Air, но канал отказал. Хотя первый черновик пилотного сценария был написан весной 2000 года, зелёный свет не был дал до лета 2002 года. Маккаллох ранее не рассматривал Cartoon Network, потому что он «не хотел принизить The Venture Bros.» и не знал о существовании на канале Adult Swim, ночного блока, ориентированного на взрослых.
С переделанным пилотом производство началось осенью того же года, и пилот был впервые запущен 16 февраля 2003 года. Первый сезон серии был завершен и премьера состоялась в 2004 году, и он был добавлен к летнему графику в августе.

## Закрытие мультсериала
8 сентября 2020 телеканал Adult Swim заявил о закрытии мультсериала. Причиной закрытия было то, что не смогли продлить сюжет мультсериала для восьмого сезона, хотя сценаристы уже работали над восьмым сезоном. Это подтвердил шоураннер Кристофер МакКалок (он же Джексон Паблик).

## Сюжет и концепция мультсериала
Перед заставкой мультсериала показывают короткую сцену в драматической манере, приоткрывающую одну из сюжетных линий текущей серии. Атмосфера наполнена аллюзиями на популярные сериалы и фантастические фильмы. Сюжет может развиваться в различных направлениях, на первый взгляд не связанных, но пересекающихся в конце. Стиль анимации напоминает мультфильмы от «Hanna-Barbera» и это не случайно, так как, по большей части, «Братья Вентура» — пародия на мультфильмы этой студии. Одно из направлений развития сюжета — деятельность Гильдии Пагубных Намерений Архивная копия от 2 апреля 2016 на Wayback Machine, тайной организации, следящей за соблюдением законов гильдии, преступными группами и отдельными костюмированными суперзлодеями. Гильдия выдает права на вражду злодеям, она же подбирает подходящие цели для вражды. Противники Гильдии — OSI, правительственная шпионская организация. Обычно начинается все с того, что у Расти Вентуры появляются идеи относительно того, как улучшить своё финансовое положение, достичь успеха или потешить своё тщеславие, в результате чего он оказывается в гуще событий, в эпицентре противоборствующих сил героев и злодеев. Выходит он из этих передряг весьма помятым и выставленным на посмешище. В конце, после титров, есть забавная сценка, где показывают события, выпавшие из общего повествования.

## Главные герои
- Доктор Вентура (Dr. Thaddeus S. «Rusty» Venture) — сын известного учёного. Прототипом послужил Джонни Квест из одноимённого мультфильма. Доктор Вентура мечтает о том, чтобы разбогатеть на изобретениях своего отца, так как в отличие от него является довольно посредственным изобретателем, но достаточно квалифицированным ученым, чтобы клонировать своих детей. В детстве Расти Вентура участвовал в разнообразных путешествиях своего отца и был знаменитым мальчиком искателем приключений. Авантюрные выходки и неуемная энергия отца подавляли юного Расти, делая его зависимым и слабым. Повзрослев доктор Вентура становится язвительным, жадным и эгоистичным. Из немногочисленных положительных качеств можно отметить его беззлобность к своим многочисленным врагам, вероятно имеет место равнодушие к ним. Считает себя супер-ученым. Получив в наследство Venture industries, вынужден испытывать на себе постоянные нападения со стороны супер-злодеев, таких как Монарх. Носит синий комбинезон из полиэстра, который называет спортивным костюмом. Любит хвалится своим прошлым, когда он был известным ребёнком. Завидует своему более успешному, в научных исследованиях, брату.
- Дин Вентура[англ.] (Dean Venture) — добродушный и наивный парень астенического телосложения, который всегда ставит интересы других выше собственных, над чем не устает издеваться его брат Хэнк. Печатает газету в которой описывает новости и приключения в семье Вентура. В первом сезоне любит читать серию книг «Приключения Мальчика Детектива Великана[3]». Подражает протагонисту из книг в разгадывании загадок, сталкиваясь с которыми задает себе вопрос: — «Как бы поступил Мальчик Детектив Великан?». Безответно влюблен в дочь некроманта Орфеуса — Триану. Доктор Вентура надеется что сын станет супер-ученым, однако Дин противится этому и хочет посвятить себя журналистике. Одевается в рабочий синий комбинезон, больше по инициативе отца, чем по своему желанию. Иногда появляется в свитерах и костюме коричневого оттенка. Дома носит пижаму в стиле Человека-паука. После того, как узнал, что он клон, стал одеваться во все чёрное.
- Хэнк Вентура[англ.] (Henry Allen «Hank» Venture) — часто берет шефство над своим робким братом Дином, хотя в глубине души сам не менее наивен. Он обожает своего отца и Брока. В первом сезоне одевается, как Фред из «Скуби-Ду», в последующих появляется в куртке Брока Самсона, после меняет стиль одежды, подражая Джастину Биберу и актёру Стиву Маккуину. Хэнк читает комиксы исключительно про Бэтмена и часто надевает маску этого персонажа. Заводит дружбу со сводным братом Дерметом, с которым создает рок-группу «Неглубокая могилка». Не желает учиться и идти в колледж. На вопрос отца кем хотел бы стать — отвечает, что хочет быть бродягой. Многочисленные приключения Хенка и его огромное стремление стать похожим на Брока Самсона, позволили ему пройти вступительные экзамены шпионской организации «Сфинкс», однако, он не прошёл по возрасту. Влюблен в сорокалетнюю почтальоншу, объясняя свой интерес тем, что она хорошо смотрится в шортиках.
- Брок Самсон (Brock Samson) — настоящий мужчина и секретный агент в одном лице. Он давно отказался от использования огнестрельного оружия в пользу своего верного ножа Боуи. Является пародией на Дока Самсона из изданий Marvel Comics. Брок работает на доктора Вентура и ухаживает за его детьми. Он учился в одном колледже с доктором Вентура и был его соседом по комнате. Но однажды, играя в американский футбол, он убил другого игрока. После этого ему пришлось покинуть колледж. В итоге он и попал в секретные агенты.
- Доктор Орфеус[англ.] (Dr. Byron Orpheus) — некромант, который снимает помещение у доктора Вентура. Впоследствии называет себя другом доктора, хотя сам доктор Вентура относится к нему неприязненно из-за его приверженности к мистицизму и смешной манере разговора (хотя он бесспорно обладает магическими силами, его пафос вызывает раздражение окружающих). Возглавляет Орден Триады, куда так же входят: монах-алхимик Ал — искатель правды и охотник на чернокожих вампиров Сумеречный Джеферсон. Есть дочь Триана. Прототип персонажа — доктор Стрэндж из вселенной Marvel
- Монарх[англ.] (The Monarch, как сообщается в 1 серии третьего сезона, в молодости был известен под именем Малькольм) — после гибели родителей в авиакатастрофе был воспитан бабочками-монархами. Результаты этого можно наблюдать до сих пор. Монарх ненавидит доктора Вентуру. Влюблён в доктора Гёрлфренд. Носит костюм стилизованный под бабочку монарха. Резиденция — летающий корабль по внешнему виду напоминающий кокон бабочки. Обладает многочисленными приспешниками. Шаблонный супер-злодей со всеми присущими этому амплуа качествами, такими как пафосные монологи, по большей части угрозы мести семье Вентура. Безуспешные штурмы дома Доктора Вентуры, когда многочисленные приспешники Монарха погибали сначала от голых рук Самсона, а после смены телохранителя, подвергались истреблению Сержантом Хартредом, который не гнушался использовать автоматическое огнестрельное оружие. Из-за низкого рейтинга Монарха в Гильдии Пагубных Намерений его приспешники не могут использовать более серьёзное оружие нежели ружья с транквилизаторами, что, возможно, и является причиной их высокой смертности. В шестом сезоне, Монарх и 21-й обнаруживают пещеру, принадлежавшую герою Синий Морфо, с полным арсеналом и обмундированием. Теперь Монарх решает изменить свое имя на Синий Морфо, а приспешник 21-й становится смертоносным Кано.
- Доктор Шейла Гёрлфренд[англ.] (Doctor Sheila Girlfriend) — главная приспешница Монарха. Помимо этого является его любовницей. У неё изящная фигура, тонкая талия, пышная грудь и миловидное лицо. Доктор Гёлфренд — брюнетка. Как правило, она ведёт себя сдержанно и спокойно. Отличительные черты — разумность, рассудительность и очень низкий мужской голос. Также можно заметить, что внешность этого персонажа основана на образе Жаклин Кеннеди Онассис, в момент убийства Кеннеди.
- Кокетка Молотова[англ.] (Molotov Cocktease) — бывший спецагент СССР. Отличительные черты — повязка на глазу в виде сердечка и откровенные наряды. Часто соперничает в шпионском противостоянии с Броком Самсоном, который по уши влюблен в неё. Носит металлический пояс верности. Прототип — Чёрная вдова. Работает на Хантера Газерса под прикрытием.
- Билли[англ.] (Master Billy Quizboy) — мальчик-телевикторина, карлик-гидроцефал, лишившейся своей кисти и глаза по вине Пита Уайта, когда тот таскал его по всевозможным викторинам, одна из которых оказалась травлей Билли собаками. Теперь на месте одного глаза повязка, а вместо кисти левой руки — кибернетический протез. Девственник, из-за чего страдает. Друг доктора Вентура. Билли гениальный хирург, почерпнувший свои знания из сериала «Доктор Хаус». Удачно оперирует нескольких персонажей. Был ассистентом Фантома Без Конечностей. Враждует с Огастусом Сент Клаудом. На пару с Уайтом владеет маленькой компанией Conjectural Technologies Архивная копия от 21 марта 2016 на Wayback Machine, средства на создание которой, были получены у таинственных инвесторов. Однако большая часть суммы пошла на покупку различных гаджетов с eBay. Часто спорит со своим компаньоном Питом Уайтом, кто из них главный. Сотрудничает с Расти Вентурой.
- Пит Уайт (Pete White) — бывший однокурсник доктора Вентура. Являясь альбиносом, выделяется розовой кожей и абсолютно белыми волосами. Утверждает, что солнце губительно для него. Живёт с Билли и всегда появляется вместе с ним. Носит белый пиджак, розовую рубашку и леггинсы. Шорлив, один из многих персонажей с не традиционной сексуальной ориентацией, решил что он гей, но Пит сказал, что это не правда, волосы он не красит, а рубашка раньше была красной. Пит Уайт инфантильный подхалим, но несмотря на это считает Билли своим другом, их связывает долгая история, в которой они всегда держались вместе. Программист и заядлый геймер.
- Огастус Сент Клауд (Augustus St. Cloud) — низкорослый ученый, заклятый враг Билли. Впервые появляется, лишь эпизодически, в серии — «Домашняя распродажа: участвуют все!» первого сезона. Однако в дальнейших эпизодах характер Сент Клауда раскрывается более подробно. Огастус любит окружать себя показной роскошью, курит сигарету в мундштуке, разговаривает невозмутимым тоном. Причина соперничества с Билли Квизбоем кроется в его поколебленном тщеславии, когда Били обошёл Огастуса в торгах на E-bay и завладел реквизитом, который был в клипе группы Duran Duran. Сент Клауд решил мстить Билли, скупая предметы и одежду, которые были задействованы в клипах или известных фильмах, и используя этот реквизит в своих повседневных делах, на глазах у Билли и Пита Уайта, которые считают, что этим вещам место в музее. Таким образом моральные страдания Билли Квизбоя доставляют удовольствие Огастусу. Так же Сент Клауд заводит себе альбиноса, подчеркнув, что его альбинос азиатского происхождения, и стало быть более редкий, чем альбинос Пит Уайт — друг Билли. Злодейский костюм Огастуса напоминает костюм Магнето из Людей Х. Владея большими финансовыми ресурсами, Огастус подкупает всех, кто не согласен с ним.
- Фантом Без Конечностей[англ.] (Phantom Limb) — супер-злодей, влюблён в доктора Гёрлфренд. Видная фигура в Гильдии супер-злодеев. Его руки и ноги стали невидимыми в ходе эксперимента под руководством Билли. Обладает особой силой — может одним рукопожатием убить человека. Когда-то Хэмилтон Фантомас был гениальным и респектабельным профессором университета. Именно там он познакомился с юной Доктором Гёрлфренд, в то время его студенткой, а позже любовницей. Хэмилтон родился с атрофированными конечностями, за что был отвергнут семьей. До средних лет полагался на механические протезы и потратил немало времени, разрабатывая аппарат, способный придать рукам и ногам стандартные формы. Талант и интеллект Хэмилтона не остался незамеченным, и незадолго до рокового эксперимента профессор получил письмо от Гильдии супер-злодеев. Из-за неопытности Билли (в то время ассистента Хэмилтона) эксперимент прошёл неправильно, и конечности Хэмилтона стали невидимыми, хотя и обрели более пропорциональные размеры и форму. Приняв псевдоним «Фантом Без Конечностей», профессор стал членом гильдии, и довольно быстро продвинулся по служебной лестнице. Знаток высокой кухни и дорогих вин, Фантом, так же хорошо разбирается в искусстве, что позволяет ему выкрадывать картины именитых художников, используя свои смертоносные способности. Амбициозность ведет Фантома к вражде с Гильдией Пагубных Намерений. Желает возглавить гильдию, сместив с поста Сюзерена, предстающего в образе Дэвида Боуи. Хитрость, коварство и раздутый эгоцентризм делает его наиболее опасным злодеем сериала. В одной из серий использовал женскую туфлю, чашку и тостер, чтобы проникнуть в одно из самых охраняемых мест для кражи устава гильдии.
- Барон Вернер Ундербайт (Baron Werner Ünderbheit) — правитель государства Ундерланд. Ненавидит доктора Вентура. Отличительные черты — металлическая нижняя челюсть. Является пародией на Доктора Дума, также вероятно прототип Синей Бороды, поскольку убивает каждую свою невесту после свадьбы. После свержения диктатуры Ундербайта семьей Вентура и подпольной организацией Ундерланда во главе с Герл-Гитлер, был замечен среди бродяг Нью-Йорка. Позже примыкает к секретной злодейской организации во главе с профессором Импосиблом и Фантомом Без Конечностей.
- 21, 24 — самые верные из приспешников Монарха. В отличие от остальных приспешников длительное время обладали уникальной способностью избегать смерти во время миссий. 21 (настоящее имя Гарри) — большой и неуклюжий увалень страдающий избыточным весом, над чем частенько подшучивают 24 и другие персонажи мультсериала. 21 увлекается поп-культурой и научной фантастикой. 24 — закадычный друг и коллега 21-го, обладает более флегматичным и резонным характером, хотя довольно часто проявляет необычный ход мыслей и экстравагантность (например, в одной из бесед с 21-м 24 утверждал, что Смурфы родственники насекомых, поскольку живут в большой колонии с одной-единственной представительницей женского пола). Имеет потрёпанный голубой автомобиль, который часто уничтожается в процессе приключений, что сильно огорчает хозяина. На протяжении первых трёх сезонов 21 и 24 были единственными приспешниками Монарха, способными избежать гибели или серьёзных увечий во время действий супер-злодея. Все изменилось в серии «The family that stays together, slays together — part 2» когда 24 погибает во время взрыва монарх-мобиля. Спустя некоторое время и несколько неудачных попыток воскресить товарища, 21 радикально изменяется. Некогда трусливый, слабый и ленивый приспешник становится мускулистым и эффективным бойцом, способным противостоять (по крайней мере, на несколько минут) даже Броку. Остальные приспешники побаиваются и уважают 21, называя его «генералом» и «двухтонным двадцать первым». Несмотря на изменения, 21 не бросает старых привычек (переодевается в джедая, активно обсуждает криптозоологию, ходит с товарищами в кино и т. д.) В серии «Pinstripes & Poltergeists» выясняется что 21 часто беседует с призраком 24-го, который помогает ему во время миссий.
- Х. Е. Л. П.еР.[англ.] (H.E.L.P.eR.) — аббревиатура от англ. Humanoid Electric Lab Partner Robot — робот-помощник, живущий вместе с семьей Вентура. Умеет летать как вертолёт, очищать кровь в качестве искусственной почки, управлять различной техникой и выполнять другие задания. Часто проявляет сентиментальные чувства, что выглядит очень комично в его интерпретации.
- Сержант Хартред (Hatred) — бывший злодей и враг доктора Вентуры, однако начиная с 4 сезона становится союзником и телохранителем семьи Вентура, сменив Брока Самсона. Предпочитает огнестрельное оружие. Средство передвижение — летающий танк. Всеми силами пытается угодить Хэнку, который был привязан к бывшему телохранителю Броку. Имеет склонность к педофилии и чтобы справится с этой наклонностью должен время от времени принимать антипедофилин. Не имея того авторитета, которым обладал Брок Самсон перед братьями Вентура, иногда, испытывает горечь и злость. Влюблен в принцессу Тонконожку, но из-за того, что не может понять желаний своей возлюбленной теряет её. В прошлом сержанту вкололи сыворотку супер-солдата. В эпизоде «Возвращение в Мелис» 4 сезона, при радиоактивном облучении, сыворотка в крови Хартреда дала неожиданный эффект: у сержанта появилась большая женская грудь. Сержант Хартред по-военному стремится к порядку, не всегда успешно борется со своими дурными привычками, иногда впадает в уныние, но зато всегда готов рисковать своей жизнью ради спасения семьи Вентура. Прототип — Ник Фьюри.
- Хантер Газерс (Colonel Hunter Gathers) — супер-шпион секретной организации OSI, наставник Брока Самсона. Позже глава шпионской организации «Сфинкс», возглавлял наемных убийц «Черные Сердца» и наконец, становится генералом OSI. Неизменно носит темные очки и курит сигарету. Брутальный, неуловимый, действующий из-за кулис в шпионских играх, Хантер манипулирует персонажами и выдает сведения разной степени секретности, в манере своего прототипа, журналиста Хантера Томпсона, автора романа «Страх и отвращение в Лас-Вегасе». Изменил пол на женский и обратно.

## Эпизоды

### 1 сезон
2003, эпизодов: 15
| Эпизод    | Название серии                                                      | Дата выхода серии |
| --------- | ------------------------------------------------------------------- | ----------------- |
| Эпизод 0  | The Terrible Secret of Turtle Bay Страшная тайна Черепаховой бухты  | 16 февраля 2003   |
| Эпизод 1  | Dia de los Dangerous День опасности                                 | 7 августа 2004    |
| Эпизод 2  | Careers in Science Научные карьеры                                  | 14 августа 2004   |
| Эпизод 3  | Home Insecurity Домашняя небезопасность                             | 21 августа 2004   |
| Эпизод 4  | The Incredible Mr. Brisby Поразительный мистер Бризби               | 28 августа 2004   |
| Эпизод 5  | Eeney, Meeney, Miney… Magic! Эники, беники… Магия!                  | 4 сентября 2004   |
| Эпизод 6  | Ghosts of the Sargasso Призраки Саргассова моря                     | 11 сентября 2004  |
| Эпизод 7  | Ice Station Impossible Полярная станция «Impossible»                | 18 сентября 2004  |
| Эпизод 8  | Mid-Life Chrysalis Кризис среднего возраста                         | 25 сентября 2004  |
| Эпизод 9  | Are You There God, It’s Me, Dean                                    | 2 октября 2004    |
| Эпизод 10 | Tag-Sale: You’re It! Домашняя распродажа: участвуют все!            | 9 октября 2004    |
| Эпизод 11 | Past Tense Привет из прошлого                                       | 16 октября 2004   |
| Эпизод 12 | The Trial of the Monarch Суд над монархом                           | 23 октября 2004   |
| Эпизод 13 | Return to Spider-Skull Island Возвращение на Остров паучьего черепа | 30 октября 2004   |
| Эпизод 14 | A Very Venture Christmas Очень вентурное рождество                  | 19 декабря 2004   |

### 2 сезон
2006, эпизодов: 13
| Эпизод    | Название серии                                                             | Дата выхода серии |
| --------- | -------------------------------------------------------------------------- | ----------------- |
| Эпизод 1  | Powerless in the Face of Death Бессильны перед лицом смерти                | 25 июня 2006      |
| Эпизод 2  | Hate Floats Ненавижу шататься                                              | 2 июля 2006       |
| Эпизод 3  | Assassinanny 911 Убийца-нянька 911                                         | 9 июля 2006       |
| Эпизод 4  | Escape to the House of Mummies Part II Побег в дом мумий, часть II         | 16 июля 2006      |
| Эпизод 5  | Twenty Years to Midnight Двадцать лет до полуночи                          | 6 августа 2006    |
| Эпизод 6  | Victor. Echo. November. Виктор. Эхо. Ноябрь.                               | 13 августа 2006   |
| Эпизод 7  | Love-Bheits Несчастная любовь Барона                                       | 20 августа 2006   |
| Эпизод 8  | Fallen Arches Падший враг                                                  | 3 сентября 2006   |
| Эпизод 9  | Guess Who’s Coming to State Dinner? Смотрите, кто пришёл на ужин           | 10 сентября 2006  |
| Эпизод 10 | I Know Why the Caged Bird Kills Я знаю, почему птица в клетке убивает      | 24 сентября 2006  |
| Эпизод 11 | Viva los muertos! Да здравствуют мертвецы!                                 | 1 октября 2006    |
| Эпизод 12 | Showdown at Cremation Creek: Part 1 Решающий бой в бухте кремации: Часть 1 | 8 октября 2006    |
| Эпизод 13 | Showdown at Cremation Creek: Part 2 Решающий бой в бухте кремации: Часть 2 | 15 октября 2006   |

### 3 сезон
2008, эпизодов: 13
| Эпизод    | Название серии                                                                                                 | Дата выхода серии |
| --------- | --- | ----------------- |
| Эпизод 1  | Shadowman 9: In the Cradle of Destiny Тень № 9 в колыбели судьбы                                               | 1 июня 2008       |
| Эпизод 2  | The Doctor Is Sin Доктор это грех                                                                              | 8 июня 2008       |
| Эпизод 3  | The Invisible Hand of Fate Невидимая рука судьбы                                                               | 15 июня 2008      |
| Эпизод 4  | Home Is Where the Hate Is Дом там, где ненависть                                                               | 22 июня 2008      |
| Эпизод 5  | The Buddy System Метод близнецов                                                                               | 29 июня 2008      |
| Эпизод 6  | Dr. Quymn, Medicine Woman Доктор Куимн, знахарка                                                               | 6 июля 2008       |
| Эпизод 7  | What Goes Down Must Come Up Что опускается, должно подниматься                                                 | 13 июля 2008      |
| Эпизод 8  | Tears of a Sea Cow Слезы ламантина                                                                             | 20 июля 2008      |
| Эпизод 9  | Now Museum — Now You Don’t! Что было, то прошло                                                                | 27 июля 2008      |
| Эпизод 10 | The Lepidopterists Бабочки                                                                                     | 3 августа 2008    |
| Эпизод 11 | ORB Сфера | 10 августа 2008   |
| Эпизод 12 | The Family That Slays Together, Stays Together: Part 1 Семья, которая убивает вместе, остается вместе: Часть 1 | 17 августа 2008   |
| Эпизод 13 | The Family That Slays Together, Stays Together: Part 2 Семья, которая убивает вместе, остается вместе: Часть 2 | 24 августа 2008   |

### 4 сезон
2009, эпизодов: 17
| Эпизод    | Название серии                                                                                     | Дата выхода серии |
| --------- | -------------------------------------------------------------------------------------------------- | ----------------- |
| Эпизод 1  | Blood of the Father, Heart of Steel Кровь отца, сердце из стали                                    | 18 октября 2009   |
| Эпизод 2  | Handsome Ransom Солидный выкуп                                                                     | 25 октября 2009   |
| Эпизод 3  | Perchance to Dean Последний шанс Дина                                                              | 1 ноября 2009     |
| Эпизод 4  | Return to Malice Возвращение в Мелис                                                               | 8 ноября 2009     |
| Эпизод 5  | The Revenge Society Общество отмщения                                                              | 15 ноября 2009    |
| Эпизод 6  | Self-Medication Самолечение                                                                        | 22 ноября 2009    |
| Эпизод 7  | The Better Man Лучший человек                                                                      | 6 декабря 2009    |
| Эпизод 8  | Pinstripes and Poltergeists Полоски и призраки                                                     | 13 декабря 2009   |
| Эпизод 9  | The Diving Bell vs. the Butterglider Скафандр против бабочко-глайдера                              | 12 сентября 2010  |
| Эпизод 10 | Pomp & Circuitry Торжество и ритуал                                                                | 19 сентября 2010  |
| Эпизод 11 | Every Which Way But Zeus Всё что угодно, только не Зевс                                            | 26 сентября 2010  |
| Эпизод 12 | Everybody Comes to Hank’s Все обращаются к Хенку                                                   | 3 октября 2010    |
| Эпизод 13 | Bright Lights, Dean City Яркие огни, город Дина                                                    | 10 октября 2010   |
| Эпизод 14 | Assisted Suicide Ассистируемое самоубийство                                                        | 17 октября 2010   |
| Эпизод 15 | The Silent Partners Негласные партнёры                                                             | 24 октября 2010   |
| Эпизод 16 | Operation P.R.O.M. Операция «Выпускной бал»                                                        | 21 ноября 2010    |
| Эпизод 17 | From the Ladle to the Grave: The Shallow Gravy Story От половника до могилы: История Shallow Gravy | 28 августа 2011   |

### 5 сезон
2012, эпизодов: 9
| Эпизод   | Название серии                                              | Дата выхода серии |
| -------- | ----------------------------------------------------------- | ----------------- |
| Эпизод 0 | A Very Venture Halloween Очень вентурный Хэллоуин           | 28 октября 2012   |
| Эпизод 1 | What Color Is Your Cleansuit? Какого цвета твой комбинезон? | 2 июня 2013       |
| Эпизод 2 | Venture Libre Вентура либре                                 | 9 июня 2013       |
| Эпизод 3 | S.P.H.I.N.X. Rising Восстание С. Ф. И. Н.КС.                | 16 июня 2013      |
| Эпизод 4 | Spanakopita Спанакопита!                                    | 23 июня 2013      |
| Эпизод 5 | O.S.I. Love You O.S. Я люблю тебя                           | 30 июня 2013      |
| Эпизод 6 | Momma’s Boys Мамины мальчики                                | 7 июля 2013       |
| Эпизод 7 | Bot Seeks Bot Бот ищет бота                                 | 13 июля 2013      |
| Эпизод 8 | The Devil’s Grip Дьявольская хватка                         | 21 июля 2013      |

## Критика и отзывы
Критический прием в первом сезоне был более смешанным, чем у более поздних сезонов.
Эмили ВанДерВерфф из The A.V. Club чувствовала, что ссылки на поп-культуру первого сезона не оправдались, особенно в начале сезона, но становились все лучше и смешнее, когда эмоциональное ядро шоу сформировалось. Майк Друкер, пишущий для IGN, раскритиковал предсказуемость некоторых эпизодов первого сезона, но отметил, что сериал был «освежающим мультфильмом, потому что он охотно предается моде ситкомов 90-х».
В 2012 Зак Хэндлен из The A.V. Club прокомментировал, что шоу за время своего существования превратилось в «мета-комментарий к целому подразделу мужской ботанической культуры» и стало одним из самых смешных современных шоу.
В 2013 году Крис Уэйд из Slate назвал The Venture Bros. «одним из лучших шоу на телевидении» и высоко оценил стиль юмора, сравнивая его с телесериалом «Замедленное развитие».
В том же 2013 году Армин Розен из The Atlantic сравнил сериал с «Симпсонами», отметив, что эти два шоу содержали одинаковый «оптимизм бездельников» и отличную комедию.
Издание IGN поставило «Братьев Вентура» на 56-е место в списке «100 лучших анимационных серий» и 12 место в списке «25 лучших мультфильмов для взрослых».

## Награды и номинации
Мультсериал неоднократно номинировался на престижные премии: на премию «Энни» — «Лучшая анимационный телесериал для общей аудитории» в 2017 и 2019 годах, «Выдающиеся достижения в музыке в производстве анимационных ТВ / радиопередач» в 2016-м, «Выдающиеся достижения в разработке дизайна в производстве анимационных ТВ / телепередач» в 2014-м. А также номинация в категории «Лучший мужской вокально исполнение в телесериале — комедия/мюзикл» на Behind the Voice Actors Awards в 2014.